# Палаццо Мочениго (Санта-Кроче)
Пала́ццо Мочени́го (Санта Кроче) (итал. Palazzo Mocenigo (Santa Croce), Il Museo di Palazzo Mocenigo, Palazzo Mocenigo di San Stae) — дворец в западной части Венеции, расположенный в районе Санта-Кроче неподалёку от церкви Сан-Стае. Внутри открыт музей текстиля и костюмов.

## История
Палаццо Мочениго уже существовал в шестнадцатом веке, а в семнадцатом веке проводились ремонтные работы. Во дворце проживала семья Мочениго вплоть до начала двадцатого века.
В 1945 году последний член семьи, Альвизе Николо Мочениго, завещал здание муниципалитету Венеции, которое стало художественной галереей, действующей до сих пор, вместе с офисами Исследовательского центра истории текстиля и костюма, открытый в 1980-х.
Это пожертвование было оспорено в конце семидесятых годов Альвизе Колетти, потомком по женской линии семьи Мочениго, который требовал совместного наследования. Судебный процесс продолжался до начала 1990-х годов, затем Венецианский суд признал законность прошения Колетти, тем временем умершего, и присудил ему компенсацию.

## Описание
Здание состоит из пяти уровней: цокольный этаж, полуэтаж, два основных этажа и мезонин.
У здания два одинаковых фасада, один выходит на Salizada di San Stae, другой на канал.
Внутри дворца хорошо сохранились фрески на основных этажах.

## Текущее использование

### Учебный центр и музей
С 1985 года здесь находится Центр изучения истории тканей и костюмов, а также Музей истории тканей и костюмов. Помимо сохраненных ценных коллекций, в основном венецианского происхождения, центр предлагает ученым важную библиотеку, специализирующуюся в этой области. В 2013 году, после тщательной реставрации интерьеров дворца, интерьер был расширен новым разделом (5 залов), посвященным истории парфюмерии и эссенций, что подчеркивает древнюю косметическую традицию Венеции. В новой планировке были сохранены не только основные элементы архитектуры и структуры, но и старинная обстановка и мебель, великолепные фрески и лепнина, без потери даже драгоценного мрамора, полов и оконных рам. В этой реорганизации музея было задействовано девятнадцать комнат на основном этаже здания, воссоздавая атмосферу подлинного Венецианского дворянского дома 18-го века. В то же время был проложен путь к пониманию эволюции моды, костюмов и текстильных тенденций.
Этот проект был реализован и стал возможным благодаря известной парфюмерной компании Mavive SPA семейства Видал. Она является поставщиком технической и научной поддержки для установок эфирных масел. Дом Drom Essential предоставил галерее свою необычную коллекцию бутылок Storp. В новом месте, полностью используемом как музей, также есть места для дидактического обучения: были созданы настоящие «обонятельные станции», которые позволяют посетителям углубить свои знания об истории духов и эссенций, используя свои чувства.
Благодаря инсталляции, спроектированной Пьером Луиджи Пицци, всемирно известным архитектором, режиссёром и сценографом, картины и обстановка здания претерпели большую интеграцию с добавлением многих работ. Эти новинки поступают из разных мест и складов Городских музеев Венеции, они подверглись значительной реставрации и усовершенствованию, но, наконец, были выставлены впервые.
Новый раздел посвящен парфюмерии. Отдельный аспект истории венецианского костюма пока мало изучен. Музей хочет подчеркнуть роль и истоки этой косметической и эстетической традиции. На основном этаже шесть комнат, посвященных парфюмерии. Путь оснащен мультимедийными инструментами, которые предлагают сенсорные ощущения в беспрецедентной информативной форме. Первый этаж открыт для публики и предлагает мультимедийную комнату, хорошо оборудованную парфюмерную лабораторию и Белую комнату: пространство, предназначенное для событий, которые вращаются во времени.